# Калкан (озеро)
Калкан (баш. Ҡалҡан — щит (круглой формы) — за круглость озера) — озеро на Южном Урале. Туристическая достопримечательность, в XVIII—XIX вв. центр добычи яшмы. Находится в Учалинском районе Башкортостана, возле деревни Калканово, в 10 км к северо-западу от города Учалы.
С западной стороны над озером возвышается одноимённая гора высотой 683,2 м (Калкан-Таш, Калкан, местное название — Пилотка). С востока в озеро вдаётся полуостров, находящийся ровно посередине озера. Площадь поверхности — 1,72 км². Высота над уровнем моря — 511,4 м. Объём воды — 0,0051 км³.
Озеро имеет тектоническое происхождение, образовано в породах ордовика (серпентинизированные дуниты).
Берега озера покрыты красивым лесом — сосна, лиственница, берёза. В озере водятся рыбы карась, окунь, плотва, карп, судак, лещ, толстолобик, белый амур.
Места возле Калкана славятся выходами яшмы. В Государственном Эрмитаже выставлена самая большая по диаметру ваза, сделанная из калканской яшмы — экспонат, Всемирной выставки в Париже 1867 года.
У озера находится здание Калкановской паровой мельницы.
Проводятся праздник Сабантуй, туристические слёты, фестиваль авторской песни. Здесь расположена база отдыха ОАО «Учалинский ГОК» им В. Терешковой, спортивный лагерь.

## Легенды
С давних времён в этих местах мыли и золото. И с этим фактом связана одна из легенд Калкана. Рассказывает она, что когда-то жили два брата, и была у них на озере драга, что промывала золотоносный песок. Решил одни из братьев погубить второго и золото все присвоить себе. Тогда он запер брата на драге и пробил отверстие в дне. Драга затонула и со временем превратилась в остров. Так он и стоит посреди озера, напоминая нам о человеческой алчности.

## Происхождение названия
Среди географов и топонимистов Башкортостана распространено мнение, что в наименовании кроется метафора и следует переводить с башкирского — «щит»: озеро будто бы имеет в плане форму щита.
Пётр Рычков в книге «Топография Оренбургская» пишет, что слово Калкан возникло от башкирского «калган» (оставшийся, крайний за Уралом):

Яикъ вершину имьетъ за Уралскими горами на Сибирской дорогъ, въ Купаканской волости, изъ горы называемой Калганъ Тау, что значитъ: Крайняя или Остальная гора въ Уралъ <…> Сія река изстари разделяетъ Башкирцовъ съ Киргисъ Кайсаками.
— Рычков П. И.